# UFIP

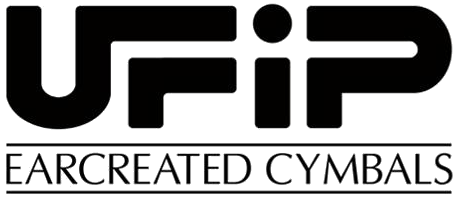

UFIP is een Italiaans bedrijf en producent van muziekinstrumenten. UFIP is een acroniem voor Unione Fabbricanti Italiani Piatti (Unie van Italiaanse bekkenfabrikanten). Het bedrijf produceert hoofdzakelijk bekkens, gongs en metalen percussie-instrumenten.

## Geschiedenis
De geschiedenis van UFIP startte begin twintigste eeuw met het bedrijf Agati-Tronci, een pijporgelbouwer. Toen bekkens moeilijk verkrijgbaar waren uit Turkije, besloot het bedrijf om deze zelf te fabriceren. Na de Eerste Wereldoorlog waren er verschillende bedrijven ontstaan en het besloot om als coöperatie door te gaan. Op 6 januari 1931 gingen vier bedrijven verder onder de naam UFIP. Het werd later in 1968 een daadwerkelijk productiebedrijf.
In haar beginjaren verkocht UFIP bekkens onder commissie van andere drumfabrikanten met andere namen, zoals "Zinjan" voor Pearl, Ludwig en Premier, "Kashian" voor Slingerland, "Pasha" voor Rogers, "Ajaha" voor Gretsch en "Super Constantinoples" voor Dolnet. Vanaf begin jaren 90 gebruikte het bedrijf UFIP als internationale naam.
UFIP is bekend om het gebruik van centrifugaal gieten, een industrieel fabricageproces voor bekkens. Het gesmolten brons wordt hierbij in een mal gegoten met een draaisnelheid van circa 1000 toeren per minuut, om zo luchtbellen te voorkomen en een betere verhouding van het bekken te verkrijgen.

## Producten

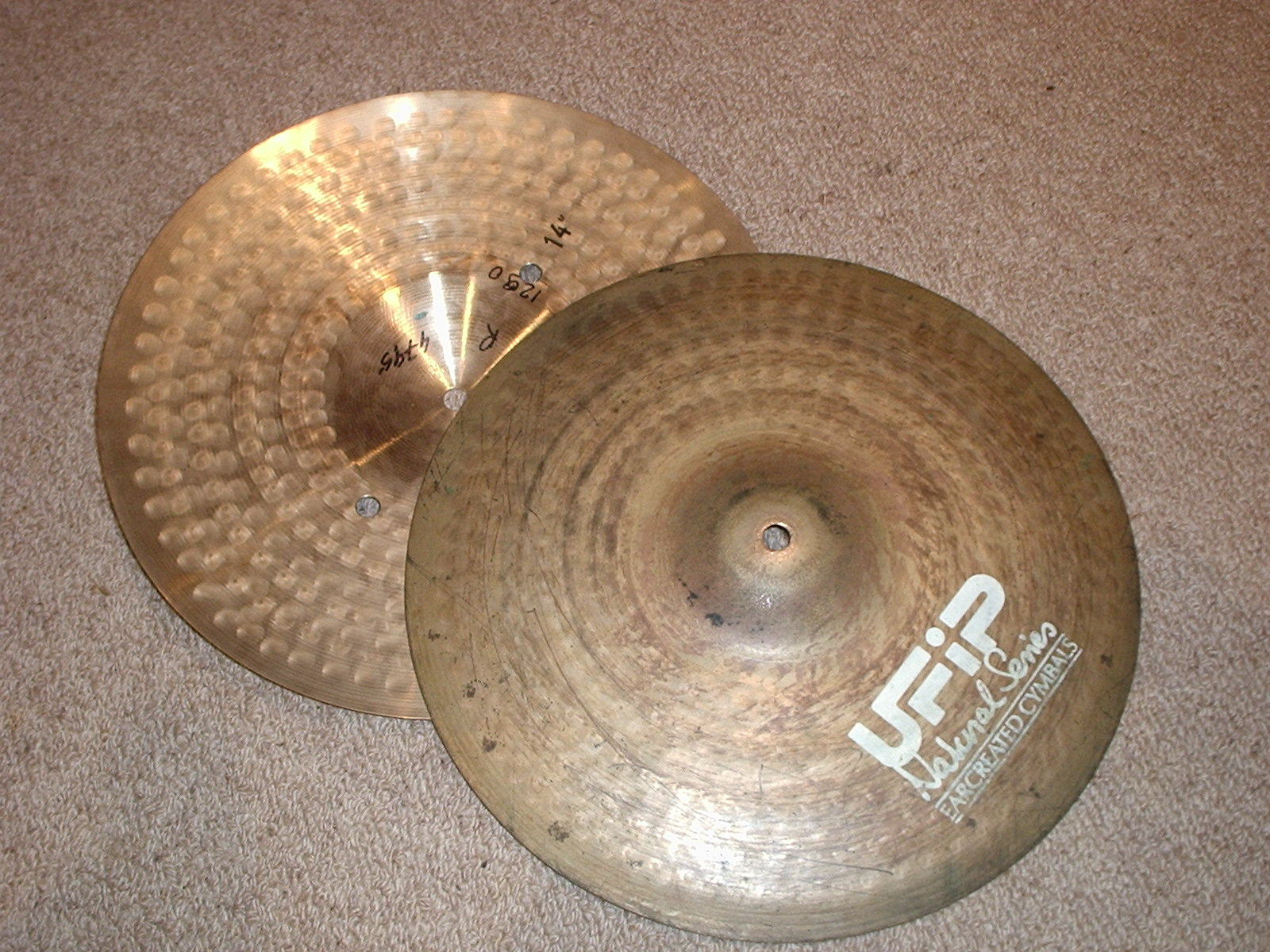
Bekkens van UFIP

UFIP produceert verschillende bekkenseries, waaronder:
- Bionic
- Class
- Class Brilliant
- Est. 1931
- Experience
- Extatic
- FX Collection
- M8
- Marching
- Natural
- Rough
- Supernova
- Symphonic
- Tiger
- Vibra